# امیکورت
امیکورت (به فرانسوی: Amécourt) یک کمون در فرانسه است که در Canton of Gisors واقع شده‌است.

## خصوصیات
امیکورت ۶٫۰۱ کیلومترمربع مساحت و ۱۷۳ نفر جمعیت دارد و ۷۸ متر بالاتر از سطح دریا واقع شده‌است.